# Campy Russell
Michael Campanella Russell, detto Campy (Jackson, 12 gennaio 1952), è un ex cestista statunitense, professionista nella NBA.
È il fratello di Walker e Frank Russell e lo zio di Walker Russell jr.

## Carriera
Venne selezionato dai Cleveland Cavaliers al primo giro del Draft NBA 1974 (8ª scelta assoluta).

## Statistiche

### NBA

#### Regular Season
| Anno      | Squadra             | PG  | PT | MP   | TC%  | 3P%  | TL%  | RP  | AP  | PRP | SP  | PP   |
| --------- | ------------------- | --- | -- | ---- | ---- | ---- | ---- | --- | --- | --- | --- | ---- |
| 1974-1975 | Cleveland Cavaliers | 68  | -  | 11,1 | 41,1 | -    | 75,2 | 2,2 | 0,7 | 0,3 | 0,0 | 6,2  |
| 1975-1976 | Cleveland Cavaliers | 82  | -  | 23,9 | 48,2 | -    | 77,3 | 4,2 | 1,3 | 0,8 | 0,1 | 15,0 |
| 1976-1977 | Cleveland Cavaliers | 70  | -  | 30,1 | 43,4 | -    | 77,8 | 6,0 | 2,7 | 1,0 | 0,3 | 16,5 |
| 1977-1978 | Cleveland Cavaliers | 72  | -  | 35,0 | 44,8 | -    | 75,1 | 6,4 | 3,9 | 1,2 | 0,2 | 19,4 |
| 1978-1979 | Cleveland Cavaliers | 74  | -  | 38,6 | 47,6 | -    | 79,7 | 6,8 | 4,7 | 1,3 | 0,3 | 21,9 |
| 1979-1980 | Cleveland Cavaliers | 41  | -  | 32,5 | 45,1 | 11,1 | 74,5 | 5,5 | 4,2 | 1,8 | 0,5 | 18,2 |
| 1980-1981 | N.Y. Knicks         | 79  | -  | 36,3 | 46,4 | 30,8 | 78,1 | 4,5 | 3,3 | 1,3 | 0,1 | 16,4 |
| 1981-1982 | N.Y. Knicks         | 77  | 63 | 30,6 | 47,8 | 43,9 | 77,6 | 3,1 | 3,7 | 1,0 | 0,2 | 13,9 |
| 1984-1985 | Cleveland Cavaliers | 3   | 0  | 8,0  | 28,6 | 0,0  | 66,7 | 1,7 | 1,0 | 0,0 | 0,0 | 2,0  |
| Carriera  | Carriera            | 566 | 63 | 29,6 | 45,9 | -    | 77,2 | 4,8 | 3,0 | 1,0 | 0,2 | 15,8 |

#### Playoffs
| Anno     | Squadra             | PG | PT | MP   | TC%  | 3P% | TL%  | RP  | AP  | PRP | SP  | PP   |
| -------- | ------------------- | -- | -- | ---- | ---- | --- | ---- | --- | --- | --- | --- | ---- |
| 1976     | Cleveland Cavaliers | 13 | -  | 25,2 | 40,4 | -   | 85,5 | 5,5 | 1,1 | 0,6 | 0,5 | 13,6 |
| 1977     | Cleveland Cavaliers | 3  | -  | 33,3 | 38,9 | -   | 73,3 | 8,7 | 3,3 | 1,0 | 0,3 | 17,7 |
| 1978     | Cleveland Cavaliers | 2  | -  | 44,0 | 48,7 | -   | 81,0 | 7,5 | 5,5 | 1,5 | 0,5 | 27,5 |
| 1981     | N.Y. Knicks         | 2  | -  | 44,5 | 44,1 | 0,0 | 94,1 | 4,5 | 4,5 | 2,0 | 0,0 | 23,0 |
| Carriera | Carriera            | 20 | -  | 30,3 | 41,7 | 0,0 | 84,3 | 6,1 | 2,2 | 0,9 | 0,5 | 16,6 |

## Palmarès
- NCAA AP All-America Third Team (1974)
- NBA All-Star (1979)
- Miglior tiratore da tre punti NBA (1982)